# La Chapelle-Saint-Aubin
La Chapelle-Saint-Aubin è un comune francese di 2 236 abitanti situato nel dipartimento della Sarthe nella regione dei Paesi della Loira.

## Società

### Evoluzione demografica
Abitanti censiti